# Volkswagen Routan
Volkswagen Routan — это семиместный минивэн, обновленный вариант платформы Chrysler RT с измененным стилем, функциями контента и настройкой подвески от Dodge Grand Caravan пятого поколения и Chrysler Town & Country. Произведенный вместе с минивэнами Chrysler и Dodge на заводе Windsor Assembly и продаваемый в США, Канаде и Мексике, Routan дебютировал на Чикагском автосалоне 2008 года и поступил в продажу в США в сентябре того же года, что и модель 2009 года. [6] Варианты минивэна Routan включают Dodge Caravan, Ram C/V, Chrysler Town & Country и Lancia Voyager (экспортный), которые к 2009 году заняли 13-е место среди самых продаваемых автомобильных моделей в мире с более чем 12 миллионами проданных автомобилей. Производство Routan было остановлено в 2012 году из-за высокого уровня запасов, и Volkswagen объявил, что модель 2013 года будет в основном предназначена для компаний по прокату автомобилей и других автопарков, с ограниченной доступностью для широкой публики в автосалонах дилеров. Это также справедливо и для Routan 2014 модельного года.

## История
Routan ознаменовал начало бизнес-стратегии Volkswagen по предложению дополнительных автомобилей, специально разработанных для рынка США. Появление минивэна 2009 модельного года стало результатом партнерства, начавшегося в 2005 году между Volkswagen и DaimlerChrysler. До заключения соглашения у Volkswagen не было модели минивэна для рынков США и Канады. Routan продавался только в Северной Америке (США, Канада, Мексика). Намерение автопроизводителя передать производство Routan компании Chrysler на аутсорсинг заключалось в том, чтобы избежать значительных затрат на разработку семейного минивэна. В начале 2008 года VW объявил, что компания намерена использовать Routan и другие модели, чтобы помочь добиться значительного расширения продаж в США. Routan был первым фургоном Volkswagen, предлагаемым в Северной Америке после прекращения выпуска Volkswagen Eurovan в 2003 году, и не имеет отношения к Volkswagen Touran, выпускаемому на европейском рынке. В 2012 году Volkswagen остановил производство Routan на заводе Chrysler в Виндзоре, Онтарио, несмотря на наличие производственного контракта, действовавшего до 2014 года. В январе 2013 года Volkswagen объявил, что розничной модели 2013 года не будет, но оставил открытой возможность возобновления разработки. с потенциальной моделью 2014 года. Routan 2013 года был зарезервирован для покупателей автопарка, и в течение календарного года Chrysler произвело 2500 автомобилей. Аналитики автомобильной промышленности не были удивлены решением VW отказаться от Routan, поскольку у покупателей не было причин выбирать Routan вместо аналогичного Dodge Grand Caravan или Chrysler Town & Country, а базовая цена Routan в почти 28 000 долларов была намного выше базовой цены в 21 000 долларов. Grand Caravan, в то время как список оборудования Routan был меньше, чем у высококлассного Town & Country.

## Интерьер
Routan представлял собой обновленную версию аудио- и навигационной системы Chrysler на базе жесткого диска, продаваемую Chrysler как систему MyGig, а Volkswagen как Joybox. Routans в 2010 году предлагал дополнительный доступ к Wi-Fi, который также предлагался в версиях Dodge и Chrysler как UConnect Web.
Routan не предлагался ни с системами сидений Stow'n Go, ни с Swivel'n Go от Chrysler. Вместо этого сиденья второго ряда в Routan оснащены системой Easy Out Roller Seat. Поскольку в Routan сохранены ниши под полом, его можно модифицировать в полевых условиях с использованием деталей Chrysler или Dodge, чтобы установить сиденья Stow'n Go или Swivel'n Go.

## Двигатель
Routan доступен с двигателем Chrysler 3,8 л V6 мощностью 197 л.с. (147 кВт) и 230 фунт-футов (312 Нм), а также с 4,0-литровым двигателем V6 мощностью 251 л.с. (187 кВт) и 259 фунт-фут (351 Н). ⋅м) — с любым двигателем, соединенным с шестиступенчатой автоматической коробкой передач Chrysler 62TE с возможностью ручного переключения передач (см. Ultradrive № 62TE). В 2011 году Routan доступен с новым двигателем от Chrysler, 3,6-литровым V6 мощностью 283 л.с. (211 кВт) и 260 фунт-футов (353 Нм), соединенным с шестиступенчатой автоматической коробкой передач от Chrysler.

## США
Американская группа Volkswagen прогнозировала, что Routan займет не менее пяти процентов рынка минивэнов США, [18] или 45 000 единиц из 700 000 минивэнов, проданных в настоящее время. В январе 2009 года VW of America попросил Chrysler Canada прекратить производство Routan в феврале после того, как 29 000 Routan были отправлены дилерским центрам в США. К июлю 2009 года было продано 11 677 единиц.

## Мексика
Volkswagen de México продает Routan наряду с Transporter (ранее продававшимся на местном рынке как Eurovan), заменив произведенный в Европе минивэн Volkswagen Sharan осенью 2008 года.

## Канада
Volkswagen Canada начал продавать Routan осенью 2008 года. Как и его коллега из США, VW Canada не включала минивэн в свою линейку автомобилей с момента прекращения выпуска Eurovan. За четыре месяца, пока минивэн Routan продавался в Канаде в 2008 году (сентябрь-декабрь), компания продала 335 единиц. Единственным доступным двигателем был 4,0 л. Двигатель 3,8 л не был доступен в Канаде. Оценка моделей для канадского рынка 2011 года охарактеризовала минивэн на базе Dodge как «один из лучших на дороге, а версия VW является выгодной сделкой по сравнению с покупкой версии Chrysler с хорошим набором опций», включая более приятный интерьер, а также более спортивная подвеска и рулевое управление.

## Замена
На Североамериканском международном автосалоне 2013 года компания Volkswagen представила концептуальный внедорожник Volkswagen CrossBlue. Автопроизводитель рассматривает семиместный внедорожник на базе шоу-кара в качестве замены Routan.[12] Серийный внедорожник под названием Atlas был запущен в 2017 году как модель 2018 года.

## Отзывания
Замок зажигания. «Volkswagen отозвал 20 676 экземпляров минивэна Routan 2009–2010 годов выпуска, чтобы заменить в них брелоки и выключатели зажигания». «В этих транспортных средствах возможно, что, если переключатель дернулся, ключ может вытолкнуться из положения «Работа». Если это произойдет, двигатель выключится, а подушки безопасности, гидроусилитель руля и тормоза с усилителем отключатся, что это проблема безопасности.